# Echipa națională de fotbal a Vietnamului de Nord
Echipa națională de fotbal a Vietnamului de Nord (vietnameză: Đội tuyển bóng đá quốc gia Việt Nam Dân chủ Cộng hòa) a reprezentat Vietnamul de Nord în competițiile internaționale de fotbal. A fost înființată în 1949 și desființată în 1975. Nu s-a calificat la nici un turneu final. S-a unit cu Selecționata Vietnamului de Sud, formând Echipa națională de fotbal a Vietnamului.

## Calificări

### Campionatul Mondial
- 1930 până în 1974 - nu a participat

### Cupa Asiei
- 1956 - 1976 - nu a participat

## Meciuri internaționale
| Adversari        | Meciuri | Victorii | Egaluri | Înfrângeri | GP | GÎ |
| ---------------- | ------- | -------- | ------- | ---------- | -- | -- |
| Algeria          | 1       |          |         | 1          | 0  | 5  |
| China            | 6       |          | 1       | 5          | 9  | 17 |
| Cuba             | 1       | 1        |         |            | 2  | 1  |
| Egipt            | 1       |          |         | 1          | 1  | 4  |
| Guangxi Zhuang   | 1       | 1        |         |            | 3  | 1  |
| Guineea          | 1       | 1        |         |            | 2  | 1  |
| Khmer Republic   | 3       | 1        | 2       |            | 6  | 5  |
| Indonezia        | 2       |          |         | 2          | 2  | 5  |
| Laos             | 1       | 1        |         |            | 9  | 1  |
| Mongolia         | 1       | 1        |         |            | 3  | 1  |
| Coreea de Nord   | 6       |          |         | 6          | 2  | 17 |
| Yemenul de Nord  | 1       | 1        |         |            | 9  | 0  |
| Palestina (1966) | 1       | 1        |         |            | 4  | 0  |